# دی‌سی‌ام‌یو
دی‌سی‌ام‌یو (به انگلیسی: DCMU) (دی کلرومتیل اوره) یک ترکیب شیمیایی علف کش و جلبک کش است که در سال ۱۹۵۴ با نام دیورون معرفی شد.
این علف کش باعث جدایی بین دو فتوسیستم 1 و 2 در کلروپلاست شده و مانع از انتقال الکترون از فتوسیستم 2 به 1 میشود که در این صورت آب شکسته نمیشود و اکسیژن تولید نمیگردد.